# Mġarr (Gozo)

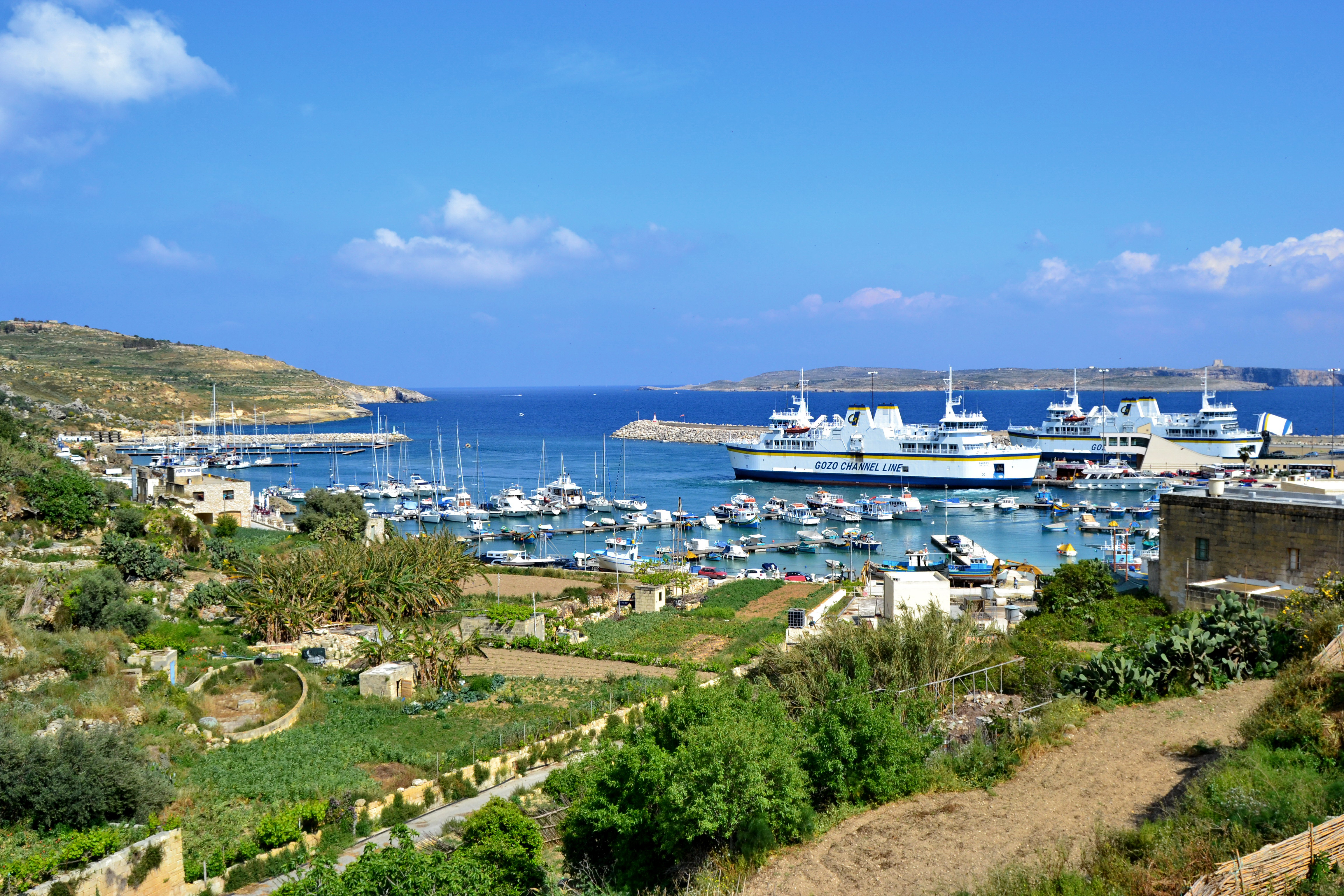
Mġarrs hamn.

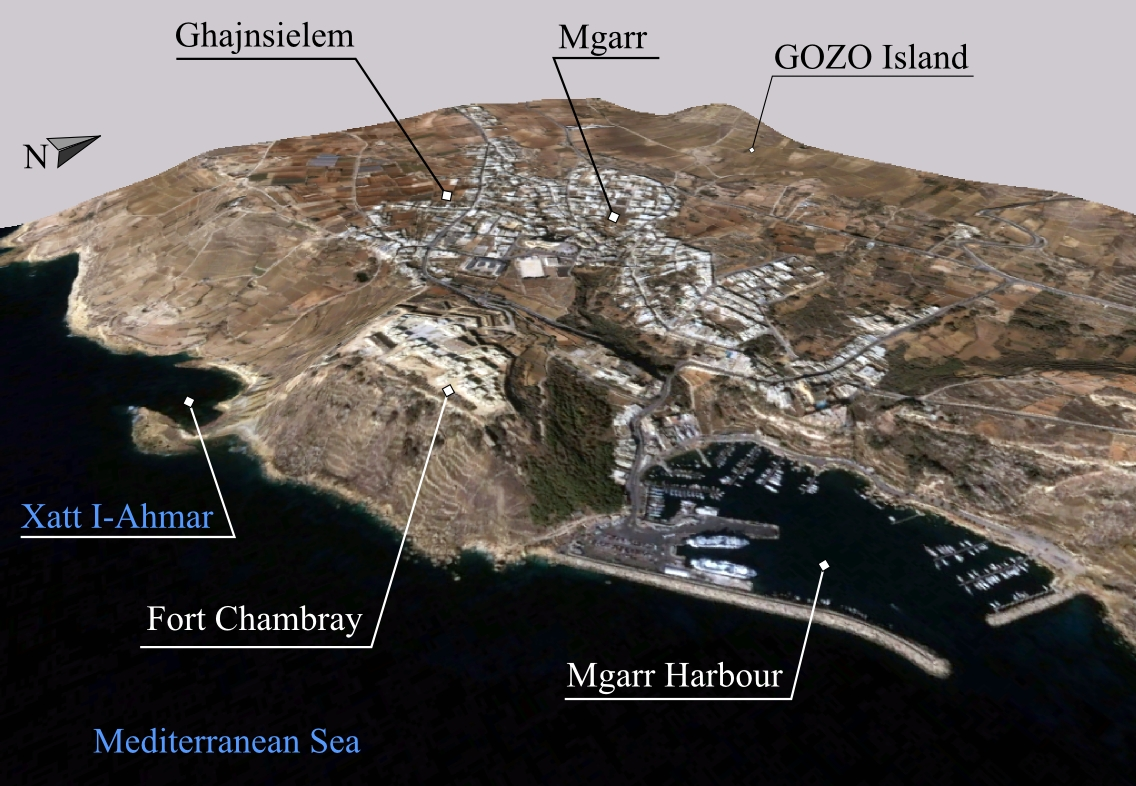
Karta över Mġarr.

Mġarr är en ort i republiken Malta. Den ligger i kommunen Għajnsielem, i den nordvästra delen av landet. Mġarr ligger 38 meter över havet och antalet invånare är 2 868. Orten ligger på den östra delen av ön Gozo vid havet.
Färjeterminalen uppfördes till en kostnad av 9,7 miljoner euro. Arbetet startade 2002 och avslutades 2007. Terminalinvigningen skedde den 21 februari 2008. Färjeterminalen har faciliteter för cirka 600 passagerare och 200 bilar. Terminalen är också anpassad för att ta emot kryssningsfartyg.

## Demografi
Runt Mġarr är det ganska tätbefolkat, med 248 invånare per kvadratkilometer.

## Geografi
Terrängen runt Mġarr är platt. Havet är nära Mġarr åt sydost. Närmaste större samhälle är San Pawl il-Baħar, 13,6 kilometer sydost om Mġarr.

### Klimat
Klimatet i området är tempererat. Årsmedeltemperaturen i trakten är 19 °C. Den varmaste månaden är juli, då medeltemperaturen är 29 °C, och den kallaste är februari, med 11 °C. Genomsnittlig årsnederbörd är 581 millimeter. Den regnigaste månaden är november, med i genomsnitt 157 mm nederbörd, och den torraste är juli, med 1 mm nederbörd.